# Binhu (köping i Kina)
Binhu (kinesiska: 滨湖镇, 滨湖) är en köping i Kina. Den ligger i provinsen Shandong, i den östra delen av landet, omkring 170 kilometer söder om provinshuvudstaden Jinan. Antalet invånare är 95863. Befolkningen består av 45 187 kvinnor och 50 676 män. Barn under 15 år utgör 15,0 %, vuxna 15-64 år 73 %, och äldre över 65 år 11,0 %.
Genomsnittlig årsnederbörd är 904 millimeter. Den regnigaste månaden är juli, med i genomsnitt 228 mm nederbörd, och den torraste är januari, med 6 mm nederbörd.